# Спомен-обележје Ивану Стамболићу
Спомен-обележје Ивану Стамболићу означава место на Фрушкој гори, где је августа 2000. године убијен и закопан Иван Стамболић, бивши председник Председништва Републике Србије.
Спомен-обележје подигнуто је 2005. године, према пројекту Ивановог брата Милуна, око четири километра од Иришког венца према Змајевцу, на Краљевој столици, где су 2003. године пронађени посмртни остаци Ивана Стамболића.
Оно се састоји од две идентичне гранатне стене, једне уз сам пут, као путоказ ка месту где је Стамболић убијен, и друге, подигнуте поред самог места убиства, на којој је уклесано „На овом месту убијен је и закопан Иван Стамболић 25. августа 2000. године”. 
Поред спомен-обележја постављене су клупе и уређен паркинг за посетиоце. Планови да се поред пута постави белег у облику троугла, од челика, месинга и камена поред пута и каменог обележја над самим местом убиства за сада се нису реализовали.